# 雪国 (小説)
『雪国』（ゆきぐに）は、川端康成の長編小説である。名作として国内外で名高い。雪国を訪れた男が、温泉町でひたむきに生きる女たちの諸相、ゆらめき、定めない命の各瞬間の純粋を見つめる物語。愛し生きる女の情熱の美しく哀しい徒労が、男の虚無に研ぎ澄まされた鏡のような心理の抒情に映されながら、美的に抽出されて描かれている。
1935年（昭和10年）から各雑誌に断続的に断章が書きつがれ、初版単行本刊行時の1937年（昭和12年）7月に文芸懇話会賞を受賞した。その後も約13年の歳月が傾けられて最終的な完成に至った。

## 発表経過
『雪国』は、最初から起承転結を持つ長編としての構想がまとめられていたわけではなく、以下のように複数の雑誌に断続的に各章が連作として書き継がれた。
- 1935年（昭和10年）
  - 「夕景色の鏡」 - 『文藝春秋』1月号
  - 「白い朝の鏡」 - 『改造』1月号
  - 「物語」 - 『日本評論』11月号
  - 「徒労」 - 『日本評論』12月号
- 1936年（昭和11年）
  - 「萱の花」 - 『中央公論』8月号
  - 「火の枕」 - 『文藝春秋』10月号
- 1937年（昭和12年）
  - 「手毬歌」 - 『改造』5月号

以上の断章をまとめ、書き下ろしの新稿を加えた単行本『雪国』は、1937年（昭和12年）6月12日に創元社より刊行され、7月に第3回文芸懇話会賞を受賞した。さらに続篇として以下の断章が各誌に掲載された。
- 1940年（昭和15年）
  - 「雪中火事」 - 『公論』12月号
- 1941年（昭和16年）
  - 「天の河」 - 『文藝春秋』8月号
- 1946年（昭和21年）
  - 「雪国抄」（「雪中火事」の改稿） - 『暁鐘』5月号
- 1947年（昭和22年）
  - 「続雪国」（「天の河」の改稿） - 『小説新潮』10月号

以上の続篇を加えて最終的な完成作となり、「続雪国」まで収録した完結本『雪国』は、「あとがき」を付して翌1948年（昭和23年）12月25日に創元社より刊行された。
その後、新潮社より1949年（昭和24年）6月刊行の『川端康成全集第6巻』（全16巻本）や、1960年（昭和35年）6月刊行の『川端康成全集第5巻』（全12巻本）に収録の際と、さらに1971年（昭和46年）8月に牧羊社より『定本雪国』刊行の際にも、川端本人による斧鉞が加えられた。また川端死後の1972年（昭和47年）12月には、原稿復刻版『雪国抄』がほるぷ出版より刊行された。
本人の斧鉞後の定稿は、1980年（昭和55年）4月刊行の『川端康成全集第10巻』（全37巻本）に収録され、前述に並列した斧鉞前のプレ・オリジナル版は同年10月刊行の『川端康成全集第24巻』（全37巻本）に収録されている。
エドワード・サイデンステッカー訳（英題：Snow Country）をはじめ、ドイツ（独題：Schneeland）、イタリア（伊題：Il paese delle nevi）、中国（中題：雪国、雪郷）、フランス（仏題：Pays de neige）など、世界各国語の翻訳版が出版されている。

## 作品背景・モデル

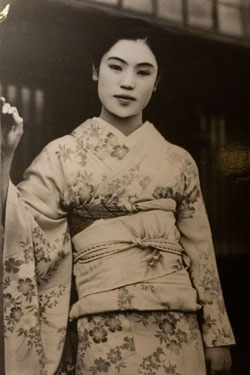
松栄。駒子のモデルとなった女性

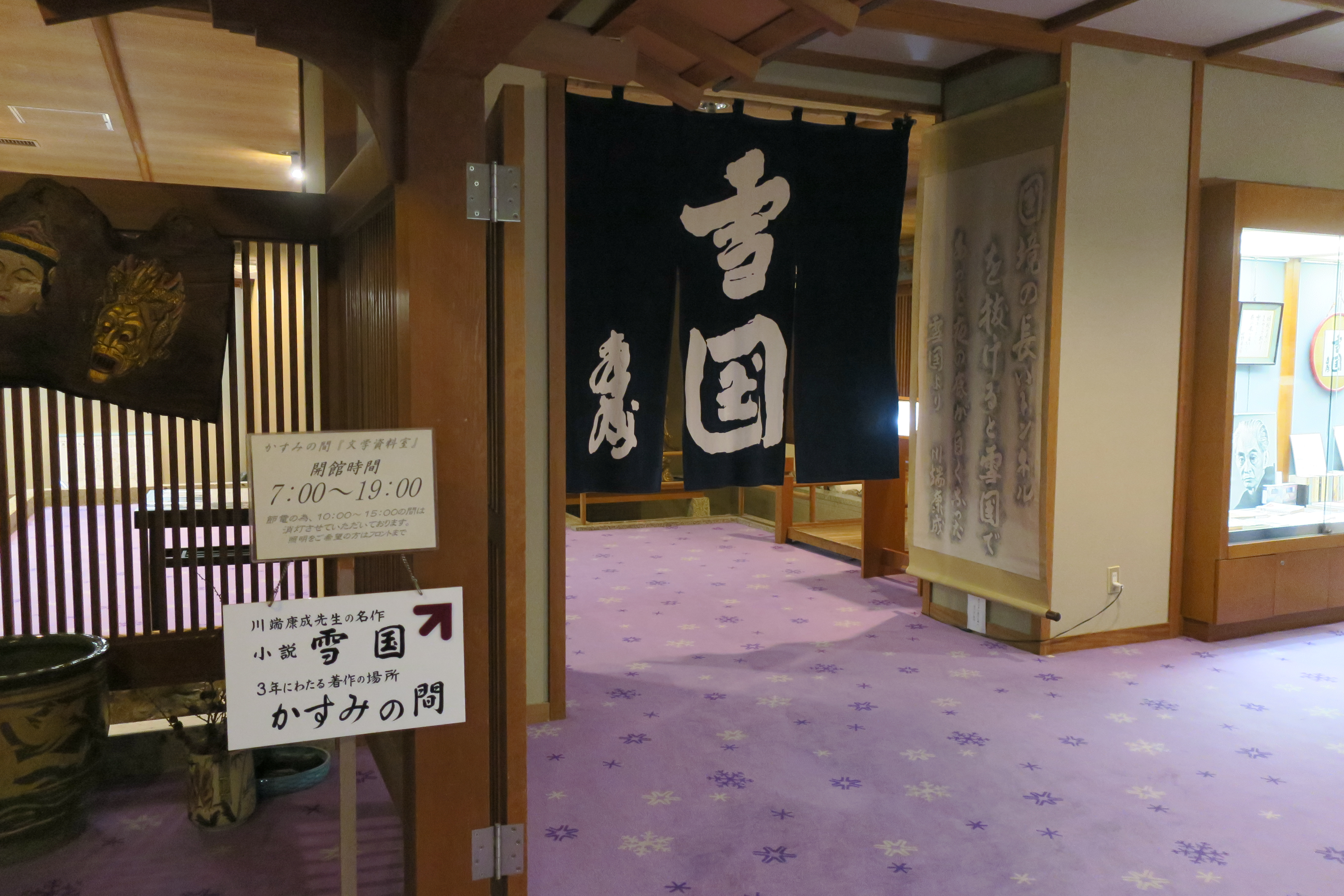
雪国の宿 高半にある文学資料室「かすみの間」入口

『雪国』の主な舞台は、上越国境の清水トンネルを抜けた湯沢温泉であるが、この作品も『伊豆の踊子』同様に、川端の旅の出会いから生まれたもので、雪中の火事も実際に起ったことだと川端は語っている。川端は作品内で故意に地名を隠しているが、1934年（昭和9年）6月13日より1937年（昭和12年）まで新潟県湯沢町の高半旅館（現：雪国の宿 高半）に逗留していたことを随筆『「雪国」の旅』で述べている。
その時出会ったのが駒子のモデルとなる芸者・松栄（本名は丸山キクで、のちに小高キク）である。小高キクは、1916年（大正5年）に新潟県三条市の貧しい農家の7人姉弟の長女として生まれ、1926年（大正15年）、数え年11歳で三条を離れて、長岡の芸者置屋に奉公に出された女性である。彼女は芸者引退後、故郷に戻り結婚し、夫と和服仕立業を営み、1999年（平成11年）1月31日、三条市の病院で胆管癌のため死去した。なお川端は、主人公の島村については、〈島村は私ではありません。男としての存在ですらないやうで、ただ駒子をうつす鏡のやうなもの、でせうか〉と述べている。
1934年（昭和9年）の晩秋の頃、高半旅館に宿泊していた川端を見かけた宿の次男・高橋有恒（当時17歳）によると、川端はよく帳場の囲炉裏端に座り、父（宿の主人）・高橋半左衛門や母・ヨキと話しこみ、芸者たちのことや、その制度、温泉、豪雪、風物、習慣、植物などのことを訊ねていたという。有恒の兄・正夫は、後に旅館を継いで高橋半左衛門を襲名するが、正夫は当時、京都帝国大学から転学し東京帝国大学文学部の学生であったため、川端と親しんでいたという。
川端が滞在した高半旅館は建替えられているが、『雪国』を執筆したという「かすみの間」は保存されている。また、湯沢町歴史民俗資料館「雪国館」にモデルの芸者が住んでいた部屋を再現した「駒子の部屋」があり、湯沢温泉には、小説の冒頭文が刻まれた文学碑が建てられている。なお、村松友視の『「雪国」あそび』には、モデルの松栄について言及されている。
『雪国』というタイトルが決定したのは、最初の単行本刊行時で、有名な冒頭文の書き出しに「雪国」という言葉が現れるのもこの時点である。初出誌版の「夕景色の鏡」での冒頭文は当初、〈国境のトンネルを抜けると、窓の外の夜の底が白くなつた〉となっており、その前段にも文章があったが単行本刊行時に削除改稿された。また、続編の「雪中火事」には、鈴木牧之著『北越雪譜』からの引用や参考にした文章もある。
また、作中の時系列（3度目に島村が温泉町を訪れた年）が、作者の錯誤により統一されていない部分があることが、何人かの研究者に指摘されているが、その不統一も追憶の順不同の手法によって、多くのあいまいさが許されているしくみになっているという見方と、あえて川端が実際の期間（約1年間）よりも、長い年月が経ったように作品世界を提示しているという見方もある。

## あらすじ
12月初め、島村は雪国に向かう汽車の中で、病人の男に付き添う恋人らしき若い娘（葉子）に興味を惹かれる。島村が降りた駅で、その2人も降りた。旅館に着いた島村は、芸者の駒子を呼んでもらい、朝まで過ごす。
島村が駒子に出会ったのは去年の新緑の5月、山歩きをした後、初めての温泉場を訪れた時のことであった。芸者の手が足りないため、島村の部屋にお酌に来たのが、三味線と踊り見習いの19歳の駒子であった。次の日、島村が女を世話するよう頼むと駒子は断ったが、夜になると酔った駒子が部屋にやってきて、2人は一夜を共にしたのだった（以上、回想）。駒子はその後まもなく芸者になっていた。
昼、冬の温泉町を散歩中、島村は駒子に誘われ、彼女の住んでいる踊りの師匠の家の屋根裏部屋に行った。昨晩車内で見かけた病人は師匠の息子・行男で、付添っていた葉子は駒子と知り合いらしかった。行男は腸結核で長くない命のため帰郷したという。島村は按摩から、駒子は行男の許婚で、治療費のため芸者に出たのだと聞かされるが、駒子は否定した。
島村は温泉宿に滞在中、毎晩駒子と過ごし、独習したという三味線の音に感動を覚えた。島村が帰る日、行男が危篤だと葉子が報せに来るが、駒子は死ぬところを見たくないと言い、そのまま島村を駅まで見送った。
翌々年の秋、島村は再び温泉宿を訪れた。去年の2月に来る約束を破ったと駒子は島村をなじる。あの後、行男は亡くなり、師匠も亡くなったと聞き、島村は嫌がる駒子と墓参りに行った。墓地には葉子がいた。
駒子はお座敷の合い間、毎日島村の部屋に通ってきた。忙しいある晩、駒子は葉子に伝言を持って来させた。島村は葉子と言葉を交わし、魅力を覚えた。東京に行くつもりの葉子は、島村が帰るときに連れて行ってくれと頼み、「駒ちゃんをよくしてあげて下さい」と言った。葉子は死んだ行男をまだ愛しているようだった。「駒ちゃんは私が気ちがいになると言うんです」と葉子は泣きながら言った。葉子が帰った後、島村はお座敷の終った駒子を置屋（駄菓子屋の2階に間借り）まで送ったが、駒子は再び島村と旅館に戻り、酒を飲む。島村が「いい女だ」と言うと、その言葉を誤解し怒った駒子は激しく泣いた。
島村は東京の妻子を忘れたように、その冬も温泉場に逗留を続けた。天の河のよく見える夜、映画の上映会場になっていた繭倉（兼芝居小屋）が火事になり、島村と駒子は駆けつけた。人垣が見守る中、一人の女が繭倉の2階から落ちた。落ちた女が葉子だと判った瞬間にはもう、地上でかすかに痙攣し動かなくなった。駒子は駆け寄り葉子を抱きしめた。駒子は自分の犠牲か刑罰かを抱いているように島村には見えた。駒子は「この子、気がちがうわ。気がちがうわ。」と叫んだ。

## 登場人物
島村
東京の下町出身。親の遺産で無為徒食の生活を送り、フランス文学（ヴァレリイやアラン）や舞踊論の翻訳などをしている「文筆家の端くれ」。子供の頃から歌舞伎になじみ、以前は日本舞踊研究に携わっていたが、ふいに西洋舞踊研究に鞍替えした。旅・登山が趣味。東京に妻子あり。小肥りで色白。
駒子
19 - 21歳。蛭の輪のようになめらかに伸び縮みする美しい唇。清潔な印象の女。東京に売られ、お酌をしていて旦那に落籍されたが、まもなく旦那が亡くなり、17歳で故郷の港町に戻った。島村と初めて会った直後の19歳の6月に芸者に出た。病気の許婚のために芸者になったらしい。17歳から続いている旦那が港町にいるが別れたいと思っている。
葉子
哀しいほど美しい声の娘。駒子の住む温泉町出身の娘で、駒子の許婚という噂の行男を帰郷の列車で甲斐甲斐しく看病する。行男と恋人同士らしい。東京で看護婦を目指していたことがある。肉親は、国鉄に勤めはじめた弟が一人。地元に伝わる手鞠歌などを美しい声で歌う。
行男
26歳。病人。駒子が習っている踊の師匠の息子。駒子と幼馴染。港町で生まれ、東京の夜学に通っていたが、腸結核を患い帰郷する。駒子の許婚という噂だが、駒子は否定。親の師匠は50歳前に中風になり、港町から故郷の温泉町へ戻った。
佐一郎
葉子の弟。鉄道信号所で働いている少年。貨物列車から姉を見つけて、帽子を振って呼ぶ。
温泉町の人々、他
宿屋の番頭、主人、おかみ、女中。芸者たち。宿の幼女。按摩の女。鉄道信号所の駅長。列車の乗客。ロシア女の物売り。置屋の駄菓子屋の家族。運転手。「縮の産地」の町のうどん屋の女。

## 作品評価・研究
『雪国』は川端文学を代表する名作と呼ばれている。海外でも評価は高く、川端が受賞したノーベル文学賞の審査対象となった作品でもある。また書かれた当時は、日本国外にいる日本人が故国の郷愁を誘う作品として愛されていたという。川端はそのことについて以下のように語っている。
小林秀雄は、「火の枕」の章が発表された時点で、作品の主調を形成しているものを川端の「抒情性」として、その本質を以下のように解説している。
伊藤整は、『雪国』の「抒情の道をとおって、潔癖さにいたり、心理のきびしさの美をつかむという道」という「美の精神」は、『枕草子』や俳諧などの脈に通じているとし、その日本の抒情の古典は、川端の『雪国』において「新しい現代人の中に、虹のように完成して中空にかかった」と評している。そして『雪国』の随所や終結部に見られる微妙な描写の特徴的な手法は、「現象から省略という手法によって、美の頂上を抽出する」という仕方をとっているため、「初歩の読者はそこに特有の難解さを感じ、進んだ読者は自己の人間観の汚れを残酷に突きつけられる。そういう点からは、大変音楽的な美しさと厳しさを持っている」と解説している。
福田和也は、『雪国』を「20世紀10大小説の一作」、「ヨーロッパの世紀末文学の理想、ボードレールやワイルド、リラダンが求めて果たさなかったデカダンの理想を実現してしまった作品」だと評し、以下のように解説している。
三島由紀夫は、『雪国』の冒頭の汽車の窓ガラスの反映描写を、「川端文学の反現実的なあやしさが、一つの象徴としてかがやいてゐる」とし、それはあたかも「哲学書の序論」で、「各種の哲学用語」が定義されているように「全篇の序曲」となり、この作品の中における「人物」「風景」「自然」「事件」が何であるかが、「あらかじめ提示され、ひそかに答へ尽くされてゐる」と説明している。
そして全篇を読了した後に気づく、その序曲の意味について三島は、作中の人物たち（駒子や葉子）が〈不思議な鏡のなか〉で、〈夢のからくり〉のように眺められる存在で、読者や島村に〈悲しみを見てゐるといふつらさ〉を与えず、作中の風景は〈夕景色の鏡の非現実な力〉の支配下にあり、作中の事件も、火事で葉子が2階から転落しても、汽車の窓に反映した葉子の顔に火が点ったのと同様の、「人間と自然とが継ぎ目なく入りまじる静かな奇蹟の瞬間」に他ならないことだと解説している。
さらに、その葉子の失心した姿を見る島村が、〈島村はやはりなぜか死は感じなかつたが、葉子の内生命が変形する、その移り目のやうなものを感じた〉と表現されていることに三島は触れ、以下のように解説している。
また、「放り出すやうに」突然と川端が〈空と山とは調和などしてゐない〉と書いているように、川端の描く自然描写は単なる美しい描写ではないことを三島は指摘しながら、ディテールの「純粋な持続」が、読者自らがそれを綜合してしまうような作用をもたらす『雪国』を「ユニークな小説」とし、「同時に又、もつとも普遍的な小説なのである」と評している。
梅澤亜由美は、川端が『浅草紅団』で都市を描いた直後に『雪国』が書かれた視点から考察し、「あきらめの世界である都市」から逃避してきた島村は、「非現実的な雪国の世界」を求めたが、そこにも「東京に散った男を巡る三角関係と東京を背負いながら雪国に埋もれていこうとする女」を見ることになり、「美しい非現実の世界」だけでなく、島村が逃げてきた「東京の影」がそこに付きまとっていると解説している。
そして雪国を立ち去らなければならない島村が、美しい天の河を見た直後に、雪国で最後に見た火事の虚しい光景は、絶望や失意を秘めているが、ラストにおいて島村の中へ天の河が音を立てて流れ落ちるように感じたのは、そういったもの全てを超越したものを感じたとし、「そこには全てを圧倒し、包み込んでしまうような“自然の力”がある」と梅澤は考察している。

## 冒頭文の「国境」の読み方
本作の冒頭文、〈国境の長いトンネルを抜けると雪国であつた〉という文の中の、この「国境」の読み方には、「くにざかい」か「こっきょう」か、という議論があるが、長谷川泉は、「くにざかい」が正しいとし、「このことでは、川端康成とも話をしたことがあった」と述べている（川端の発言は不明）。
「国境」を「くにざかい」と読むことを主張する人々は、この「国境」とは、かつての令制国である上野国（群馬県）と越後国（新潟県）の境という意味であり、日本国内における旧令制国の境界の読み方は一般に「くにざかい」である、と主張する。
一方、「こっきょう」と読むことを主張する人々は、上越国境は「じょうえつこっきょう」と読むことが一般的であるとし、川端自身も、「こっきょう」と読むことを認める発言をしていたと主張する。川端と武田勝彦との対談では、川端が「上越国境とか信越国境とかいいますけどね。国境（こっきょう）と読んでいるでしょうね、みんな」と発言、武田が「いや、でもあれは国境（くにざかい）のほうが……読む方も多いと思います」と応じ、川端は「そうですかしら」とのみ返している。
なお、『日本国語大辞典』第2版（小学館）の記述は、「こっ‐きょう［コクキャウ］ 【国境】 国と国との境界線。日本においては、近世まで行政上の一区画をなした地（「くに（国）」）の境界をもいった。（中略）くにざかい。」としている。同初版では「こっきょう」の例文としてこの箇所がとられている。

## 鉄道にまつわる豆知識
小説冒頭の「長いトンネル」というのは、小説発表時には開通後まだ年数の浅かった清水トンネル（上越線）で、はじめに列車が止まった「信号所」は土樽信号場（現、土樽駅）と解されている。川端自身は、1948年の創元社版の『雪国』のあとがきでは明記せず必ずしも特定の場所に比定されるのを好まなかったようだが、結局、1952年の岩波書店版の文庫本のあとがきでは、「雪国の場所は越後の湯沢温泉である」としている。なお『雪国』本文には〈汽車〉とあり、テレビなどで紹介される際にも蒸気機関車に牽引された列車の映像が一緒に出されることがあるが、上越線の該当区間は長大トンネルの煙害対策のために初めから直流電化で開業し、列車は電気機関車牽引だった（なお、新潟県の方言では、煙が出ない「電車」であっても「汽車」と言うのが一般的である（特に高齢者））。
清水トンネルがある湯檜曽駅―土樽駅間を複線にする際、新清水トンネルが切削され、1967年（昭和42年）より下り線用として供用を開始したため、旧来の清水トンネルは上り線用となった。そのため現在、川端が執筆した当時の清水トンネルを抜けて「雪国」を訪れることはできない。
かつて上越線には、この小説から愛称をとった急行列車「ゆきぐに」が運行されていた（1959年 - 1965年、とき (列車)の項を参照）。

## 雪国抄
川端の死後、書斎から『雪国抄 一、二』と題された自筆のノート2冊が見つかった。末尾には「昭和47年1月2月書く」と記されており、最晩年に書かれたものである。雪国の前半部分を短縮した内容となっており、駒子が登場するものの、その名はただ「女」に書き換えられている。『雪国抄』は後に遺稿として出版されている。

## おもな刊行本・音声資料など

### 単行本
- 『雪国』（創元社、1937年6月12日）
  - 装幀：芹沢銈介
  - 付録パンフレット評「名作『雪国』に対する諸家の批評」：小林秀雄、広津和郎、佐藤春夫、正宗白鳥
  - 収録作品：「雪国」「父母」「これを見し時」「夕映少女」「イタリアの歌」
- 完結版『雪国』（創元社、1948年12月25日）
  - 付録：川端康成「あとがき」
- 『雪国・千羽鶴』（角川書店、1955年1月15日）
  - 装幀・挿画：小倉遊亀
  - 収録作品：「雪国」「千羽鶴」（千羽鶴、森の夕日、絵志野、母の口紅、二重星）
  - ※ 同年3月5日には、限定版著名入が刊行。
- 『雪国』（筑摩書房、1956年2月10日）
  - 装幀：山本丘人
- 『雪国』（講談社ロマンブックス、1964年5月10日）
  - 装幀：高田力蔵。解説：中村光夫
- 豪華限定版『定本雪国』（牧羊社、1971年8月15日） 1200部限定
  - 装画・挿画：岡鹿之助（4葉綴込）。題簽：川端康成。著者毛筆署名付き。革装幀。
  - 付録：川端康成「あとがき」
  - ※ 別に著者用の非売本30部限定あり。
- 原稿復刻版『雪国抄』（ほるぷ出版日本現代文学館、1947年12月1日）
  - 和綴本。二帖帙入。本文57葉（一：29葉、二：27葉）
  - 別冊『雪国抄』解説：藤田圭雄「毛筆本『雪国抄』について」
  - 収録作品：「雪国抄（一）（二）」

#### 文庫版
- 『雪国』（新潮文庫、1947年7月16日。改版1987年、2006年。）
  - カバー装画：芥川政子。解説：伊藤整「『雪国』について」。竹西寛子「川端康成 人と作品」（1973年以降添付）。年譜付。
- 『雪国』（岩波文庫、1952年12月。改版1968年、2003年。）
  - 付録：川端康成「あとがき」
- 『雪国』（角川文庫、1956年。改版2013年）
  - 解説：澤野久雄、エドワード・G・サイデンステッカー、花柳章太郎。年譜付
- 文庫版『雪国』（旺文社文庫、1966年）

#### 翻訳版
- 英文版『Snow country』（訳：エドワード・G・サイデンステッカー）（クノップ社、1956年、ほかTuttleなど多数）
- ドイツ語版『Die Tänzerin von Izu ; Tausend Kraniche ; Schneeland ; Kyoto : ausgewählte Werke』（訳：オスカー・ベンル）（Carl Hanser, c1968）[32]

### 全集
- 『川端康成全集第5巻 雪国』（新潮社、1969年4月15日）
  - カバー題字：松井如流。菊判変形。函入。口絵写真2葉：著者小影、日蓮上人の手紙
  - 収録作品：「母の初恋」「女の夢」「ほくろの手紙」「夜のさいころ」「燕の童女」「夫唱婦和」「日雀」「子供一人」「ゆくひと」「年の暮」「寒風」「朝雲」「冬の曲」「雪国」
- 『川端康成全集第10巻 小説10』（新潮社、1980年4月15日）
  - カバー題字：東山魁夷。四六判。函入。
  - 収録作品：「雪国」「少年」「舞姫」

### 音声資料
- 朗読CD『雪国』（上・下）（新潮社、2001年10月25日）
  - （上）CD2枚（136分）。（下）CD2枚（142分）。
  - 朗読：加藤剛

### 漫画
- ホーム社 MANGA BUNGOシリーズ『雪国』（発行：ホーム社、発売：集英社、2010年10月8日）
  - 画：空木朔子

## 派生作品・オマージュ作品
※出典は
- 死の島（福永武彦、1966年1月 – 1971年8月）
- ダイヤモンドの針（中里恒子、1976年1月 – 1977年1月）
- ブランコ（莫言、1985年8月）
  - のちに「白い犬とブランコ」に改題。
- スノー・カントリー（清水義範、1989年8月）
- 雪国の踊子（荻野アンナ、1991年3月）
- 「雪国」殺人事件（西村京太郎、1998年2月）
- 新・雪国（笹倉明、1999年8月）
- 所有者のパスワード（多和田葉子、2000年1月）
- 「雪国」あそび（村松友視、2001年4月）
- わたくし率 イン 歯ー、または世界（川上未映子、2007年5月）
- 世界の果て、彼女（金衍洙、2009年9月）
- 川端康成――雪国にかける橋（鯨統一郎、2021年11月）
  - 『金閣寺は燃えているか? 文豪たちの怪しい宴』の第一話[34]

## 映画
- 『雪国』（東宝） モノクロ134分。
  - 1957年（昭和32年）4月27日封切。
  - 監督：豊田四郎。脚色：八住利雄。製作：佐藤一郎。撮影：安本淳。美術：伊藤熹朔、園真。音楽：團伊玖磨[35]。録音：藤好昌生。照明：森茂
  - 出演：池部良、岸惠子、八千草薫、森繁久彌、加東大介、浦辺粂子、市原悦子、浪花千栄子、ほか
  - 惹句は、「雪国の長いトンネルを抜けると雪国であった…美しい日本の心を求め続けた川端康成の世界！」、「『なぜ来たの……なぜ来たのよ！』あなたは一年に一度しか来ない人……会うことが哀しい駒子の恋！」である[36][37]。
  - 島村が雪国を訪れる理由付けとして職業が日本画家に翻案されている。
- 『雪国』（松竹） カラー113分。
  - 1965年（昭和40年）4月10日封切。
  - 監督：大庭秀雄。脚色：斎藤良輔、大庭秀雄。企画：桑田良太郎。製作：山内静夫。撮影：成島東一郎。美術：芳野尹孝。音楽：山本直純。録音：松本隆司。照明：田村晃雄。編集：杉原よ志。スチル：久保哲男
  - 出演：岩下志麻、木村功、加賀まりこ、沢村貞子、早川保、柳沢真一、岩崎加根子、浪花千栄子、ほか
  - 惹句は、「純粋な心がもえる 野性のはげしさでもえる 雪国の女・駒子！」である[38]。

## テレビドラマ
- 月曜劇場『雪国』（NETテレビ）
  - 1961年（昭和36年）1月23日 月曜日 22時 - 22時45分
  - 脚本：窪田篤人
  - 出演：若原雅夫、小山明子、矢代京子、西川敏三郎
- 文芸シリーズ『雪国』（TBSテレビ）
  - 1962年（昭和37年）2月5日 - 3月19日（全7回） 月曜日 22時 - 22時30分
  - 出演：池内淳子、山内明、岸久美子、阿部寿美子ほか。
  - ※ 叙情的にならず、芸者・駒子のエゴイズム、孤独、自我を描くことに力点を置いた作品。
- 長時間ドラマ『雪国』[39](NHK)
  - 1970年（昭和45年）5月30日 土曜日 22時10分 - 23時40分
  - 脚本：北条誠 演出：畑中庸生
  - 出演：中村玉緒、田村高廣、亀井光代、根岸明美、佐奈田恒夫、尾崎勝子
- 白雪劇場・川端康成名作シリーズ『雪国』(KTV)
  - 1973年（昭和48年）1月7日 - 1月28日（全4回） 日曜日 21時30分 - 22時25分
  - ※『川端康成名作シリーズ』の第1作。
  - 出演：大谷直子、山口崇、三浦真弓、原田大二郎、ほか。
  - 脚本：北条誠 演出：山像信夫 提供：小西酒造
- 木曜ゴールデンドラマ『雪国 純白の雪と湯煙りに燃える恋!』(YTV) 
  - 1980年（昭和55年）4月10日 木曜日 21時2分 - 22時54分
  - 演出：橋本信也 脚本：大薮郁子 音楽：丹羽応樹
  - 出演：松坂慶子、片岡孝夫、真行寺君枝、堀内正美、内田朝雄、一の宮あつ子、吉田日出子、西川ひかる、左時枝、桜井センリ。語り：森繁久彌
  - ※ 主演の松坂慶子は純朴さを出すため新潟弁を使っている。
- 火曜スーパーワイド・ドラマスペシャル『雪国』(ANB)
  - 1989年（平成元年）1月31日 火曜日 20時 - 21時48分
  - 脚本：矢島正雄 演出：斎藤武市（斉藤武市）
  - 出演：古手川祐子、鹿賀丈史、有森也実、富田靖子、ほか。
- 『雪国 -SNOW COUNTRY-』(NHK)
  - 2022年3月18日 NHK BS4K、4月16日 NHK BSプレミアム・BS4K、2023年2月12日[40] NHK総合
  - 脚本：藤本有紀 演出：渡辺一貴（NHKエンタープライズ）
  - 出演：高橋一生、奈緒、森田望智、高良健吾、由紀さおり、ほか。

| TBS系 月曜22時台前半枠                              | TBS系 月曜22時台前半枠      | TBS系 月曜22時台前半枠 |
| 前番組                                              | 番組名                      | 次番組                 |
| --------------------------------------------------- | --------------------------- | ---------------------- |
| 私はかくしカメラ                                    | 雪国 【当番組よりドラマ枠】 | 花のれん               |
| 関西テレビ制作・フジテレビ系列 白雪劇場             |                             |                        |
| おとこ鷹                                            | 雪国                        | 伊豆の踊り子           |
| 関西テレビ制作・フジテレビ系列 川端康成名作シリーズ |                             |                        |
| （なし）                                            | 雪国                        | 伊豆の踊り子           |

## ラジオドラマ
- 『雪国』（NHK東京）
  - 1969年（昭和44年）1月1日 水曜日 22時5分
  - 脚本：矢代静一。演出：平野敦子
  - 出演：小山田宗徳、三田和代、山岸映子
  - ※ 1985年（昭和60年）2月10日（日）に、R2ラジオ名作劇場で再放送。
- ラジオ深夜便小劇場『雪国』（NHKラジオ第一）
  - 2006年（平成18年）12月26日 - 27日
  - 朗読：中村メイコ
  - ※ 2007年（平成19年）3月29日 - 30日に再放送。

## 舞台劇
- 『雪国』
  - 1970年（昭和45年）2月、5月 - 6月 芸術座 出演：若尾文子、内藤洋子
  - 1982年（昭和57年）1月3日 - 27日 日生劇場 出演：松坂慶子、片岡孝夫（片岡仁左衛門）、藤真利子

## その他
- 『雪国ショー』（和田誠、『倫敦巴里』に掲載、1977年）
  - 『雪国』の冒頭部分を、様々な作家（笹沢左保、植草甚一、星新一、つかこうへいなど）が執筆したという設定で書いたパロディー作品[41]。
  - 1980年の再刊時には『又雪国』のタイトルで掲載[42]。